# Guðmundur Þórarinsson
Guðmundur Þórarinsson (Selfoss, 15 aprile 1992) è un calciatore islandese, difensore o centrocampista del Noah e della nazionale islandese.

## Carriera

### Club

#### Selfoss
Inizia la sua carriera professionistica il 10 maggio 2009 quando fa il suo debutto, con il Selfoss, nella partita giocata contro il Knattspyrnufélag Akureyrar: in quell'occasione segna anche la sua prima rete in carriera. Concluderà la sua prima stagione in maglia amaranto con 18 presenze e 4 gol segnati. La stagione successiva lo consacra come perno principale della squadra di Selfoss: concluderà infatti la stagione con 16 presenze, una rete messa a segno e un'ammonizione, la prima in carriera, rimediata nella partita giocata contro l'Haukar.

#### Vestmannaeyja
Durante la sessione estiva del calciomercato 2011 si trasferisce a titolo definitivo all'Íþróttabandalag Vestmannaeyja. Debutta con la sua nuova squadra il 2 maggio in occasione della partita vinta contro il Fram.
Nel mese di marzo 2012 sostiene un provino con la squadra tedesca dell'Hoffenheim: il suo approdo tra le file del club teutonico è stato sponsorizzato da Gylfi Sigurðsson, centrocampista anch'egli di proprietà del club biancoblu.

#### Sarpsborg 08
Il 21 novembre 2012 viene ufficializzato il suo passaggio ai norvegesi del Sarpsborg 08.

#### Nordsjælland
Il 24 gennaio 2015 si trasferisce al Nordsjælland, a cui si lega con un contratto valido per tre anni e mezzo.

### Nazionale
Tra il 2008 e il 2011 gioca in totale, con l'Under-17 e con l'Under-19, 18 partite con tre gol segnati.
Nel 2011 viene convocato dal c.t. dell'Under-21 per prendere parte alle qualificazioni in vista del Campionato europeo di calcio Under-21 che si terrà in Israele nel 2013. Esordisce con la maglia della Nazionale il 10 novembre contro l'Inghilterra Under-21.
Il 21 gennaio 2014 esordisce in Nazionale maggiore nell'amichevole Islanda-Svezia (0-2).

## Palmarès

### Club

#### Competizioni nazionali
- 1. deild karla:1

Selfoss: 2008-2009
- Campionato norvegese: 1

Rosenborg: 2016
- Coppa di Norvegia: 1

Rosenborg: 2016
- Campionato MLS: 1

New York City: 2021
Noah: 2024-2025
- Coppa d'Armenia: 1

Noah: 2024-2025